# Criorhina asilica
Criorhina asilica là một loài ruồi trong họ Ruồi giả ong (Syrphidae). Loài này được Fallén mô tả khoa học đầu tiên năm 1816. Criorhina asilica phân bố ở vùng Cổ Bắc giới